# قطن شجري
قطن شجري (الاسم العلمي: Gossypium arboreum)، نوع من القطن موطنه باكستان والهند والمناطق الاستوائية وشبه الاستوائية الأخرى في العالم القديم. هناك أدلة على زراعته منذ زمن بعيد مثلًا في حضارة هارابان في وادي السند لإنتاج المنسوجات القطنية. ضُمنت الشجيرة في كتاب كارلوس لينيوس أنواع النباتات (كتاب) الذي نُشر عام 1753. كما وفرت عينة نمطية من قبله، وهي موجودة الآن في معشبة ليني في المتحف السويدي للتاريخ الطبيعي.